# Hard-Ons
Hard-Ons to australijski zespół grający punk rocka. Zespół istnieje od 1982 roku w prawie niezmienionym składzie. Styl zespołu można opisać przez porównanie zaczerpnięte z magazynu Beat: Motörhead spotyka Beach Boys.

## Dyskografia

### Albumy
- Smell My Finger (1986)
- Hard-Ons (1987)
- Hot For Your Love Baby (1987)
- Worst Of... (1987)
- Dickcheese (1988)
- No Cheese (1988) (Split 10" z brytyjskim zespołem "The Stupids")
- Love Is A Battlefield Of Wounded Hearts (1989)
- Yummy! (1991)
- Dateless Dudes Club (1992)
- Too Far Gone (1993)
- Your Choice Live Series (1995) (Your Choice Records)
- This Terrible Place... (2000)
- Very Exciting! (2003)
- Most People Are A Waste Of Time (2006)
- Most People Are Nicer Than Us (2007)

### EP
- Surfin' On My Face (1985)
- Test (1994)
- Yesterday & Today (1999)

### Single
- Girl in the Sweater (1986)
- By My Side/I'll Come Again (Livin' End Flexidisc)
- All Set to Go (1987)
- Busted b/w Suck n' Swallow (1987)
- Just Being With You (1988)
- Sick Of Being Sick (1989) (free giveaway)
- Been Had Before (Demo) (Vinyl Solution Giveaway)
- Where Did She Come From? (1990)
- Dull (1991)
- Let There Be Rock (1991) (kooperacja Henry Rollins)
- Love Hurts (Munster Magazine Giveaway)
- She's A Dish (1992)
- Crazy Crazy Eyes (1993)
- You Disappointed Me (1999)
- Shark's Head (1999)
- Sunny/Scared Of It All
- There Goes One Of The Creeps That Hassled My Girlfriend (2005)